# Benaguasil
Benaguasil (Spanisch: Benaguacil) ist eine Gemeinde in der spanischen Provinz Valencia. Sie befindet sich in der Comarca Campo de Turia.

## Geografie
Das Gemeindegebiet von Benaguasil grenzt an das der folgenden Gemeinden:  Liria, Benissanó, Puebla de Vallbona, Ribarroja del Turia, Villamarchante und Pedralba, die alle in der Provinz Valencia liegen. Die Metro Valencia erreicht die Gemeinde.

## Geschichte
Die günstige Lage des Gebietes, in dem sich Benaguasil befindet, neben dem Fluss Turia, und die außergewöhnliche Fruchtbarkeit seines Bodens haben dazu geführt, dass es im Laufe seiner Geschichte von den verschiedensten Völkern seit der frühen Antike bewohnt worden ist. 

## Demografie
| 1900  | 1910  | 1920  | 1930  | 1940  | 1950  | 1960  | 1970  | 1981  | 2011   |
| ----- | ----- | ----- | ----- | ----- | ----- | ----- | ----- | ----- | ------ |
| 5.807 | 6.114 | 6.433 | 6.623 | 7.885 | 8.015 | 7.690 | 8.170 | 8.534 | 11.295 |

## Wirtschaft
Die Verbesserungen in der Infrastruktur führten dazu, dass sich Benaguasil auf den Export von Zwiebeln nach Großbritannien und Deutschland spezialisierte und viele Verpackungsunternehmen mit eigener Marke gründete. Der Anbau von Zwiebeln sollte bis Mitte des 20. Jahrhunderts die Hauptstütze der Wirtschaft sein. Zwischen 1959 und 1991 wurde die Bewässerung ausgeweitet, wobei die Hälfte davon für Zitrusfrüchte und der Rest für Gemüse verwendet wird. Die wichtigste Industrie ist die Bekleidungsindustrie, aber auch Baumaterialien und Spielzeugproduktion spielen eine Rolle.